# Alberto del Moral
Alberto del Moral Saelices (Villacañas, Toledo, 20 de julio del 2000) es un futbolista español que juega como centrocampista en el Córdoba CF de la Segunda División de España cedido hasta final de temporada por el Real Oviedo. 

## Trayectoria
Natural de la localidad toledana de Villacañas, llegó a las categorías inferiores del Córdoba Club de Fútbol en verano de 2017 procedente del CD Villacañas. En la temporada 2019-2 hizo su debut con el filial blanquiverde.
En la temporada 2020-21, forma parte de la primera plantilla del Córdoba Club de Fútbol de la Segunda División B de España, con el que juega 22 encuentros.
El 14 de junio de 2021, firma por el Villarreal "B" de la Primera División RFEF, por tres temporadas.
El 11 de junio de 2022, el Villarreal "B" lograría el ascenso a la Segunda División de España, tras vencer en la final de la eliminatoria por el ascenso al Club Gimnàstic de Tarragona por dos goles a cero en el Estadio de Balaídos. Durante la temporada 2021-22, participaría en 39 partidos de liga en los que anota un gol.
El 30 de octubre de 2022, haría su debut con el primer equipo del Villareal C.F. al ingresar al terreno de juego en los últimos minutos de la jornada 12 ante el Athletic Club en San Mamés. En el filial, y ya en LaLiga Smartbank, el centrocampista disputaría 37 encuentros, siendo un fijo en el once titular. 
Al inicio de la temporada 2023/2024, el futbolista toledano volvería a contar con todo el protagonismo hasta la jornada 27, en la cual sufriría una rotura del tendón rotuliano en el minuto 41 del partido ante el F.C. Andorra. Esta lesión le mantendría alejado de los terrenos de juego hasta final de temporada.
El 8 de julio de 2024, el Real Oviedo anunciaría el fichaje del centrocampista para las próximas tres temporadas.
El 15 de enero de 2025, el Real Oviedo, lo cede al Córdoba C.F. de la Segunda División, al final de temporada, ambos clubs, acuerdan ampliar un años mas la cesión.

## Clubes
| Club                       | País   | Año       | Partidos |
| -------------------------- | ------ | --------- | -------- |
| Córdoba Club de Fútbol "B" | España | 2019-2020 | -        |
| Córdoba Club de Fútbol     | España | 2020-2021 | 21       |
| Villareal CF               | España | 2022      | 1        |
| Villarreal CF "B"          | España | 2021-2024 | 97       |
| Real Oviedo                | España | 2024-2025 | 12       |
| Córdoba C.F.               | España | 2025-Act  | 5        |